# Stazione di Boretto
Stazione di Boretto vasútállomás Olaszországban, Boretto településen.

## Vasútvonalak
Az állomást az alábbi vasútvonalak érintik:
- Parma-Suzzara-vasútvonal
- Reggio Emilia-Boretto-vasútvonal

## Kapcsolódó állomások
A vasútállomáshoz az alábbi állomások vannak a legközelebb:
- Stazione di Brescello-Viadana (Stazione di Parma, Parma-Suzzara-vasútvonal)
- Pieve Saliceto railway halt (Stazione di Suzzara, Parma-Suzzara-vasútvonal)
- Poviglio railway station (Stazione di Reggio Emilia, Reggio Emilia-Boretto-vasútvonal)